# Phreatoicoides wadhami
Phreatoicoides wadhami is een pissebed uit de familie Hypsimetopidae. De wetenschappelijke naam van de soort is voor het eerst geldig gepubliceerd in 1943 door Nicholls.